# Daniel Davidsson
Daniel Jan Johan Davidsson (ur. 17 marca 1983 w Motali) – szwedzki żużlowiec, syn Jana Davidssona i brat Jonasa Davidssona – również żużlowców; brązowy medalista Indywidualnych Mistrzostw Europy Juniorów (U-19).

## Starty w klubach
- Liga szwedzka:
  - Piraterna Motala (1999),
  - Smederna Eskilstuna (2000–2003),
  - Ornarna Mariestad (2001)
  - Team Etab (2001)
  - Torshalla (2002–2003)
  - Stjarnorna Hallstavik (2002)
  - Team Bikab Eskilstuna (2003)
  - Rospiggarna Hallstavik (2004–2005)
  - Piraterna Motala (2006–2011)
  - Team Dalakraft Avesta (2007)
  - Valsarna Hagfors (2008–2009)
  - Elit Vetlanda (2008)
  - Team Hagfors (2009)
  - Griparna Nykoping (2010–2011)

- Liga brytyjska:
  - Poole Pirates (2004, 2006, 2008–2009)
  - Coventry Bees (2005)
  - Peterborough Panthers (2005)
  - Lakeside Hammers (2010)

## Osiągnięcia
| Sezon | Miejsce | Msc | Pkt | Biegi       |         |
| ----- | ------- | --- | --- | ----------- | ------- |
| 2002  | Slaný   | 16  | 1   | (0,1,0,t,0) | Szwecja |
| 2001  | Wrocław | 16  | 1   | (1,0,0,0,d) | Szwecja |

| Sezon | Miejsce   | Msc | Pkt  | Biegi |         |
| ----- | --------- | --- | ---- | ----- | ------- |
| 2001  | Pardubice | 3   | 13+2 |       | Szwecja |

- Młodzieżowe indywidualne mistrzostwa Szwecji
  - 2001 – srebrny medal